# Frank Mahovlich
Temple de la renommée : 1981
Francis William Mahovlich, dit Frank Mahovlich, (croate : Franjo Mahovlić ; né le 10 janvier 1938 à Timmins ville de l'Ontario au Canada) est un ancien joueur canadien de hockey sur glace d'origine croate. Il est le frère aîné de Peter Mahovlich également joueur de hockey de la Ligue nationale de hockey. Frank commence sa carrière avec les Maple Leafs de Toronto et remporte avec eux quatre  coupe Stanley (1962, 1963, 1964, 1967).
Une transaction en 1968 l'envoie aux Red Wings de Détroit puis aux Canadiens de Montréal en 1971. Dès son premier match, il marque 1 but. Il joue avec son frère Pete et remporte la cinquième Coupe Stanley de sa carrière avec le Canadien en 1971. Il marque son 500e but en carrière dans la LNH le 21 mars 1973 contre les Canucks de Vancouver. Il reste à Montréal jusqu'en 1974 avant de signer un contrat dans l'AMH pendant 4 saisons avec les Toros de Toronto et les Bulls de Birmingham. Il annonce officiellement sa retraite en 1978.
Il est élu au temple de la renommée du hockey en 1981.

## Statistiques
Pour les significations des abréviations, voir Statistiques du hockey sur glace.
| Saison            | Équipe                   | Ligue             |       | Saison régulière | Saison régulière | Saison régulière | Saison régulière | Saison régulière |    | Séries éliminatoires | Séries éliminatoires | Séries éliminatoires | Séries éliminatoires | Séries éliminatoires |
| Saison            | Équipe                   | Ligue             | PJ    | B                | A                | Pts              | Pun              | PJ               | B  | A                    | Pts                  | Pun                  |                      |                      |
| 1954-1955         | St. Michael's de Toronto | AHO               | 25    | 12               | 11               | 23               | 0                |                  |    |                      |                      |                      |                      |                      |
| 1955-1956         | St. Michael's de Toronto | OHA               | 30    | 24               | 26               | 50               | 0                |                  |    |                      |                      |                      |                      |                      |
| 1956-1957         | Maple Leafs de Toronto   | LNH               | 3     | 1                | 0                | 1                | 2                |                  |    |                      |                      |                      |                      |                      |
| 1956-1957         | St. Michael's de Toronto | OHA               | 49    | 52               | 36               | 88               | 0                |                  |    |                      |                      |                      |                      |                      |
| 1957-1958         | Maple Leafs de Toronto   | LNH               | 67    | 20               | 16               | 36               | 67               |                  |    |                      |                      |                      |                      |                      |
| 1958-1959         | Maple Leafs de Toronto   | LNH               | 63    | 22               | 27               | 49               | 94               | 12               | 6  | 5                    | 11                   | 18                   |                      |                      |
| 1959-1960         | Maple Leafs de Toronto   | LNH               | 70    | 18               | 21               | 39               | 61               | 10               | 3  | 1                    | 4                    | 27                   |                      |                      |
| 1960-1961         | Maple Leafs de Toronto   | LNH               | 70    | 48               | 36               | 84               | 131              | 5                | 1  | 1                    | 2                    | 6                    |                      |                      |
| 1961-1962         | Maple Leafs de Toronto   | LNH               | 70    | 33               | 38               | 71               | 87               | 12               | 6  | 6                    | 12                   | 29                   |                      |                      |
| 1962-1963         | Maple Leafs de Toronto   | LNH               | 67    | 36               | 37               | 73               | 56               | 9                | 0  | 2                    | 2                    | 8                    |                      |                      |
| 1963-1964         | Maple Leafs de Toronto   | LNH               | 70    | 26               | 29               | 55               | 66               | 14               | 4  | 11                   | 15                   | 20                   |                      |                      |
| 1964-1965         | Maple Leafs de Toronto   | LNH               | 59    | 23               | 28               | 51               | 76               | 6                | 0  | 3                    | 3                    | 9                    |                      |                      |
| 1965-1966         | Maple Leafs de Toronto   | LNH               | 68    | 32               | 24               | 56               | 68               | 4                | 1  | 0                    | 1                    | 10                   |                      |                      |
| 1966-1967         | Maple Leafs de Toronto   | LNH               | 63    | 18               | 28               | 46               | 44               | 12               | 3  | 7                    | 10                   | 8                    |                      |                      |
| 1967-1968         | Maple Leafs de Toronto   | LNH               | 50    | 19               | 17               | 36               | 30               |                  |    |                      |                      |                      |                      |                      |
| 1967-1968         | Red Wings de Détroit     | LNH               | 13    | 7                | 9                | 16               | 2                |                  |    |                      |                      |                      |                      |                      |
| 1968-1969         | Red Wings de Détroit     | LNH               | 76    | 49               | 29               | 78               | 38               |                  |    |                      |                      |                      |                      |                      |
| 1969-1970         | Red Wings de Détroit     | LNH               | 74    | 38               | 32               | 70               | 59               | 4                | 0  | 0                    | 0                    | 2                    |                      |                      |
| 1970-1971         | Red Wings de Détroit     | LNH               | 35    | 14               | 18               | 32               | 30               |                  |    |                      |                      |                      |                      |                      |
| 1970-1971         | Canadiens de Montréal    | LNH               | 38    | 17               | 24               | 41               | 11               | 20               | 14 | 13                   | 27                   | 18                   |                      |                      |
| 1971-1972         | Canadiens de Montréal    | LNH               | 76    | 43               | 53               | 96               | 36               | 6                | 3  | 2                    | 5                    | 2                    |                      |                      |
| 1972-1973         | Canadiens de Montréal    | LNH               | 78    | 38               | 55               | 93               | 51               | 17               | 9  | 14                   | 23                   | 6                    |                      |                      |
| 1973-1974         | Canadiens de Montréal    | LNH               | 71    | 31               | 49               | 80               | 47               | 6                | 1  | 2                    | 3                    | 0                    |                      |                      |
| 1974-1975         | Toros de Toronto         | AMH               | 73    | 38               | 44               | 82               | 27               | 6                | 3  | 0                    | 3                    | 2                    |                      |                      |
| 1975-1976         | Toros de Toronto         | AMH               | 75    | 34               | 55               | 89               | 14               |                  |    |                      |                      |                      |                      |                      |
| 1976-1977         | Bulls de Birmingham      | AMH               | 17    | 3                | 20               | 23               | 12               |                  |    |                      |                      |                      |                      |                      |
| 1977-1978         | Bulls de Birmingham      | AMH               | 72    | 14               | 24               | 38               | 22               | 3                | 1  | 1                    | 2                    | 0                    |                      |                      |
| Totaux Totaux AMH | Totaux Totaux AMH        | Totaux Totaux AMH | 237   | 89               | 143              | 232              | 75               | 9                | 4  | 1                    | 5                    | 2                    |                      |                      |
| Totaux LNH        | Totaux LNH               | Totaux LNH        | 1 181 | 533              | 570              | 1 103            | 1 056            | 137              | 51 | 67                   | 118                  | 163                  |                      |                      |

## Trophées et honneurs
Ligue nationale de hockey
- Trophée Calder en 1957-1958
- Match des étoiles en 1959-1960, 1960-1961, 1961-1962, 1962-1963, 1963-1964, 1964-1965, 1965-1966, 1967-1968, 1968-1969, 1969-1970, 1970-1971, 1971-1972, 1972-1973, 1973-1974
- Première équipe d'étoiles en 1960-1961, 1962-1963, 1972-1973
- Deuxième équipe d'étoiles en 1961-1962, 1963-1964, 1964-1965, 1965-1966, 1968-1969, 1969-1970
- Coupe Stanley en 1961-1962, 1962-1963, 1963-1964, 1966-1967, 1970-1971, 1972-1973
- Nommé parmi les 100 plus grands joueurs de la LNH à l'occasion du centenaire de la ligue[2] en 2017.

## Transactions
- Le 3 mars 1968 : échangé au Red Wings de Détroit par les Maple Leafs de Toronto avec Garry Unger, Pete Stemkowski et les droits sur Carl Brewer en retour de Paul Henderson, Norm Ullman et Floyd Smith.
- Le 13 janvier 1971 : échangé au Canadiens de Montréal par les Red Wings de Détroit en retour de Mickey Redmond, Guy Charron et Bill Collins.
- Le 12 février 1972 : sélectionné par les Dayton-Houston lors de l'expansion de l'AMH.
- Le 10 juin 1974 : droits transféré au Toros de Toronto par Houston pour des considérations futures.
- Le 30 juin 1976 : transfert de la concession des Toros de Toronto aux Bulls de Birmingham.